# Dżamrud
Dżamrud (paszto: جم / جمرود; urdu: جمرود‬) – miasto w Pakistanie, w Chajber Pasztunchwa. W 1998 roku liczyło 63 843 mieszkańców.